# Kimathi Donkor
Kimathi Donkor, né en  1965 est un artiste contemporain, commissaire d'exposition et écrivain britannique d'origine ghanéenne   basée à Londres.

## Biographie

### Enfance
Donkor naît à Bournemouth, en Angleterre, en 1965. Il déclare à propos de ses origines : « Je suis né au Royaume-Uni d’une mère anglo-juive et d’un père ghanéen, mais j’ai été élevé par mes parents adoptifs originaires de la Jamaïque et du Royaume-Uni. Nous vivons pendant un certain temps en Zambie, en Afrique centrale, où mon père adoptif travaille comme vétérinaire. Je termine mes études dans l’ouest de l’Angleterre, puis je déménage à Londres, où je m’installe finalement. Entre-temps, mes parents adoptifs divorcent et se remarient, augmentant ainsi la diversité familiale, en tant que Zambiens. Je rejoins également la fête. Cette vie de smörgåsbord induit un sentiment précoce de la complexité merveilleuse, et parfois exaspérante, des identités et des histoires, qui, je pense, se reflète dans mes œuvres, précisément parce que je suis témoin de si près des multiples croisements et recroisements d’histoires, d’images et de voyages du monde entier,.

### Formations
Donkor a obtenu un diplôme d’Art Foundation de Bournemouth et du Poole College of Arts, suivi d’un BA (Hons) en beaux-arts du  Goldsmiths College de l'Université de Londres  et d’une maîtrise en beaux-arts du Camberwell College of Arts. En 2016, il a obtenu son doctorat au Chelsea College of Arts,. Il a également participé à des initiatives d’éducation communautaire telles que Black History for Action. En 2011, il a reçu la bourse de la bourse de la Fondation Derek Hill pour la British School de Rome.

## Carrière et travaux
Son travail est exposé et collectionné par des musées, galeries et biennales internationales, dont la National Portrait Gallery de Londres, le British Museum, le ''Pavillon de la Diaspora''  à la 57e Biennale de Venise, la 29e Biennale d'art de São Paulo et la 15e Biennale de Sharjah  et ses peintures figuratives dépeignent « les corps et les âmes de la diaspora africaine comme des sites d’héroïsme et de martyre, d’autonomisation et de fragilité… mythe et matière ».
Les peintures de Kimathi Donkor, connues pour leur exploration de l’histoire mondiale des Noirs ont été exposées dans des événements internationaux de premier plan, notamment à la National Portrait Gallery de Londres, à la 15e Biennale de Sharjah aux Émirats arabes unis, à la Dulwich Picture Gallery, à la 29e Biennale d’art de São Paulo, à l’ Institut des arts contemporains, au Musée Charles H. Wright d’histoire afro-américaine et au Musée international de l’esclavage. Des exemples de son art sont conservés dans d’importantes collections publiques et privées internationales, notamment au British Museum, à l’  International Slavery Museum, à la Wolverhampton Art Gallery, à la Sharjah Art Foundation, à la collection de CCH Pounder  et à la Collection Charia.

## Peintures de l'Histoire des Noirs
Les œuvres de Donkor sont principalement connues pour leurs peintures figuratives représentant des personnages et des événements importants de l'histoire des Noirs. Waldemar Januszczak, critique d’art du Sunday Times, note que « la peinture d’histoire vise principalement à préserver la mémoire et à éduquer la société. Donkor ajoute un lyrisme et une délicatesse inattendus à ce mélange ».Dans un article pour Third Text en 2023, le critique Akin Oladimeji décrit le tableau “Toussaint L’Ouverture” de Donkor (2004) à Bedourete comme une œuvre « très atmosphérique… obsédante », dépeignant le célèbre combattant de la liberté Toussaint L’Ouverture comme quelqu’un « dépourvu de doute, résolu et déterminé à mettre fin à l’esclavage, avec ses hommes clairement prêts à mourir à ses côtés ». L’historien de l’art Eddie Chambers, dans son analyse du tableau “Coldharbour Lane: 1985” (2005), affirme que les peintures historiques de Donkor « abordent courageusement les moments clés, dramatiques et monumentaux de l’histoire de la diaspora africaine, avec une précision picturale qui frôle la frugalité esthétique ». Selon la critique d’art Coline Milliard, les œuvres de Donkor sont « de véritables trésors de références entrelacées, faisant écho à l’art occidental, aux événements sociaux et politiques, ainsi qu’à la propre biographie de l’artiste ». En 2005, le magazine Time Out rapporte que des agents de la police métropolitaine de Londres sont entrés dans la galerie Bettie Morton pour exiger le retrait d’une des peintures de l’artiste, “Helping With Inquiries” (1984), de son exposition personnelle intitulée “Fall/Uprising” (qui traitait des controverses policières). Le personnel de la galerie a refusé d’obtempérer, et la police a ensuite publié une déclaration indiquant qu’aucune autre mesure ne serait prise contre le peintre.
Les peintures intitulées « Reines des morts-vivants » de l’artiste représentent des femmes commandantes historiques d’Afrique et de la diaspora africaine, mais avec des Londoniennes contemporaines comme modèles. Avant d’être présentées dans l’exposition personnelle de Donkor en 2012 à  ’Institut des arts visuels internationaux de Londres (Iniva), les œuvres de cette série avaient été exposées au pavillon Ciccillo Matarazzo à São Paulo, au Brésil, lors de la 29e Biennale de São Paulo en 2010.
Caroline Menezes a suggéré que l’œuvre de Donkor « articule une histoire cachée, des récits du passé et des chroniques de voix étouffées », mettant en scène des figures telles que Nanny des Marrons, Nzinga Mbande, Stephen Lawrence, Joy Gardner, Toussaint L’Ouverture et Jean Charles de Menezes. Dans son exposition personnelle londonienne de 2013 intitulée “Daddy, I Want to Be a Black Artist”, Yvette Greslé a présenté Donkor comme « l’un des peintres figuratifs les plus importants de sa génération, travaillant actuellement au Royaume-Uni ».  En 2017, lors de la 57e Biennale de Venise, Phil Brett a noté que Donkor,« connu pour son art figuratif dramatique représentant des moments clés de l’histoire des Noirs, maintient un style direct sans chercher à trop compliquer les sujets, qu’il s’agisse du meurtre de Stephen Lawrence ou du leadership de Nanny des Marrons dans les rébellions d’esclaves en  Jamaïque ». En 2019, Donkor a remporté le DiLonghi Art Projects Artists Award à la London Art Fair.

## Commissariat et enseignement de l'art
En 2008, Donkor organise l’exposition collective itinérante Hawkins & Co au centre urbain contemporain de Liverpool, présentant 70 œuvres d’art de 15 artistes, dont Raimi Gbadamosi, Keith Piper, George “Fowokan” Kelly et Chinwe Chukwuogo Roy  MBE. Le spectacle, qui a été présenté à Liverpool depuis Londres, marque le bicentenaire de la loi du Parlement visant à abolir la traite des esclaves. En 2009, Donkor se lance dans un projet de trois ans à la Tate Britain, Seeing Through, engageant un groupe de jeunes issus de familles d’accueil londoniennes pour produire et exposer des œuvres d’art au musée. Le Dr Donkor est lecteur en art noir et peinture contemporaine à l’Université des Arts de Londres et a été nommé responsable du cours pour le BA (Hons) en peinture au Camberwell College of Arts en 2019.

## Expositions personnelles sélectionnées
- 2004 Passion caribéenne : Haïti 1804, Bettie Morton Gallery, Londres
- 2005 Caribbean Passion: Haiti 1804, Art Exchange Gallery (en tournée), Nottingham
- 2005 Automne/Insurrection, Bettie Morton Gallery, Londres
- 2008 Hawkins & Co, Market Theatre Gallery, Armagh, Irlande du Nord
- 2012 Queens of the Undead, avec InIVA à Rivington Place, Londres
- 2013 Papa, je veux être un artiste noir, Peckham Space, Londres
- 2015 Some Clarity of Vision, Galerie MOMO, Johannesburg
- 2021,  Idylles DKUK, Londres
- 2021,  Carnets Brixton Library, Londres
- 2022, Jouer, Repos, Travail, University College London Hospital, Londres, Angleterre
- 2023  Sur l'épisode sept de Holland Park Billboard, Londres
- 2023 Helix/Idyl, Niru Ratnam Gallery, Londres.
- 2024 Peinture de l'histoire des Noirs, Niru Ratnam Gallery, Londres.

## Expositions collectives sélectionnées
- 1985 : Artistes contre l'apartheid, Royal Festival Hall, Londres
- 1985 : Jeune, noir et ici, People's Gallery, Londres
- 2004 : Historicisme, 198 Arts contemporains et apprentissage, Londres
- 2008 : Hawkins & Co, Centre urbain contemporain, Liverpool, Royaume-Uni
- 2010 : 29e Biennale de São Paulo, São Paulo, Brésil
- 2011 :  Sept choses à faire en cas d'urgence, The British School at Rome, Rome, Italie
- 2012 : Forces invisibles, Furtherfield, Londres
- 2013 : Que se passe-t-il, The Usher Gallery, Lincoln, Royaume-Uni
- 2013 :Entre Trânsitos e Viagens, Carpintaria São Lazaro, Lisbonne, Portugal
- 2017 : "Untitled: Art on the Conditions of Our Time", New Art Exchange, Nottingham, Angleterre (organisé par Paul Goodwin et Hansi Momodu-Gordon)
- 2017-2018 : « Ink And Blood », International Slavery Museum, Liverpool, Angleterre (organisé par Jean François Manicom).
- 2017 :"Diaspora Pavilion", Biennale de Venise, Palazzo Pisani S. Marina, Venise, Italie (organisé par David A. Bailey et Jess Taylor).
- 2018 : « A History of Drawing », Camberwell Space, Londres, Angleterre (organisé par Kelly Chorpening).
- 2018 : « Diaspora Pavilion : Venice to Wolverhampton », Wolverhampton Art Gallery, Wolverhampton, Angleterre (organisé par David A. Bailey et Jess Taylor)
- 2019 : "London Art Fair", Business Design Centre, Londres, Angleterre (Présenté par Ed Cross Fine Art).
- 2021 :« QUEEN : From the Collection of CCH Pounder », le Charles H. Wright Museum of African American History Detroit, États-Unis.
- 2021 : « War Inna Babylon : The Community's Struggle for Truths and Rights », Institute of Contemporary Arts, Londres, Angleterre (organisé par Stafford Scott, Kamara Scott et Rianna Jade Parker).
- 2021 : « SANS TITRE : L'art sur les conditions de notre temps », Kettle's Yard, Cambridge, Angleterre (organisé par Paul Goodwin avec Guy Haywood).
- 2022-23 : "Le nouveau portrait africain. Collections de la charia", Krems, Autriche (organisé par Ekow Eshun).
- 2023 : « Biennale de Sharjah 15 : Penser historiquement au présent », Sharjah Art Museum, Sharjah, Émirats arabes unis (organisé par Hoor Al Qasimi).
- 2024 : "Soulscapes", Dulwich Picture Gallery, Londres, Angleterre (organisé par Lisa Anderson).
- 2024 : « The Time is Always Now Artists Reframe the Black Figure », National Portrait Gallery, Londres, Angleterre (organisé par Ekow Eshun).

## Lectures complémentaires
- Anderson, L., 2024, Soulscapes, Dulwich Picture Gallery (Londres),  (ISBN 9781855145580)
- Anjos, M., & A. Farias, 2010, 29e Biennale de Documentation, São Paulo : Fundação de Bienal São Paulo,  (ISBN 978-85-85298-37-1)
- Anjos, M., & A. Farias, 2010, 29e Catalogue Biennal, São Paulo : Fundação de Bienal São Paulo,  (ISBN 978-85-85298-33-3)
- Barbrook, R., 2014. Class Wargames : Subversion ludique contre le capitalisme spectaculaire, Compositions mineures ; distribué par Autonomedia (New York),  (ISBN 978-1-57027-293-6)
- Benci, J., 2012, Beaux-Arts 2011-2012, British School at Rome (Rome),  (ISBN 978-0-904152-64-7)
- Bernier, Céleste-Marie, 2019. Restez fidèle à la peau : l'art afro-américain et noir britannique, 1965-2015. Presse de l'Université de Californie. (ISBN 9780520286535)
- Dibosa, D., et coll. 2012, Kimathi Donkor : Reines des morts-vivants Iniva (Londres),  (ISBN 978-1-899846-54-2)
- Chambers, E., 2014, Black Artists in British Art: A History from 1950 to the Present, IBTauris (Londres et New York),  (ISBN 978-1-7807-6271-5)
- Eshun, E., 2024, The Time is Always Now: Artists Reframe the Black Figure, National Portrait Gallery (Londres),  (ISBN 9781855145580)
- Kaisary, P., 2014, La révolution haïtienne dans l'imagination littéraire, Londres et Charlottesville : University of Virginia Press,  (ISBN 978-0-8139-3546-1)
- Miranda, M., & A. Páscoa, 2014, Hors ligne : Entre transits et voyages, Lisbonne : XEREM Associação Cultural,  (ISBN 978-989-97183-1-9)
- Miller, M., 2013, Seeing Through, Londres : Programmes pour les jeunes de la Tate
- Parker, R., 2021, Une brève histoire de l'art noir britannique, Tate Publishing (Londres),  (ISBN 978-1849767569)